# Port de Kilpilahti
Le port de Kilpilahti (finnois : Kilpilahden satama) ou  port de Sköldvik suédois : Sköldvik hamn) (LOCODE:FI SKV) est un port de cargaison liquide situé dans le village de Kilpilahti (fi), de la municipalité de Porvoo en Finlande.

## Présentation
Le port est situé sur la rive du golfe de Finlande à quelque 35 kilomètres à l'est d'Helsinki.
Il est relié à la raffinerie de pétrole de Neste à Porvoo et il répond aussi aux besoins de transport maritime des autres entreprises de la zone industrielle de Kilpilahti.
Le volume de marchandises internationales importées dans le port de Sköldvik a augmenté chaque année de 2015 a 2018. Il est passé de près de 10,9 millions de tonnes en 2015 à environ 12,9 millions de tonnes en 2018.

## Galerie

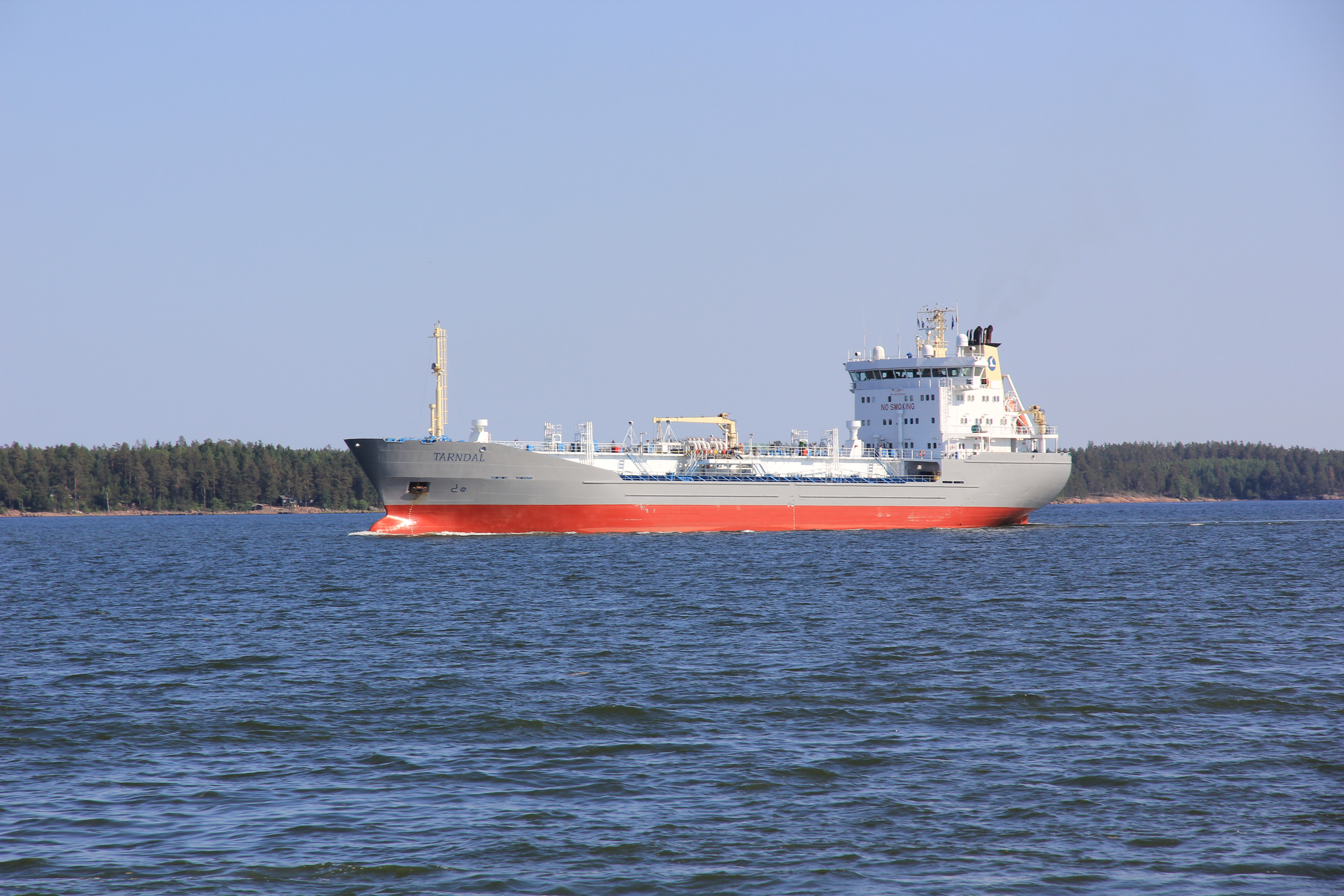
Le tanker Tarndal au port de Kilpilahti.
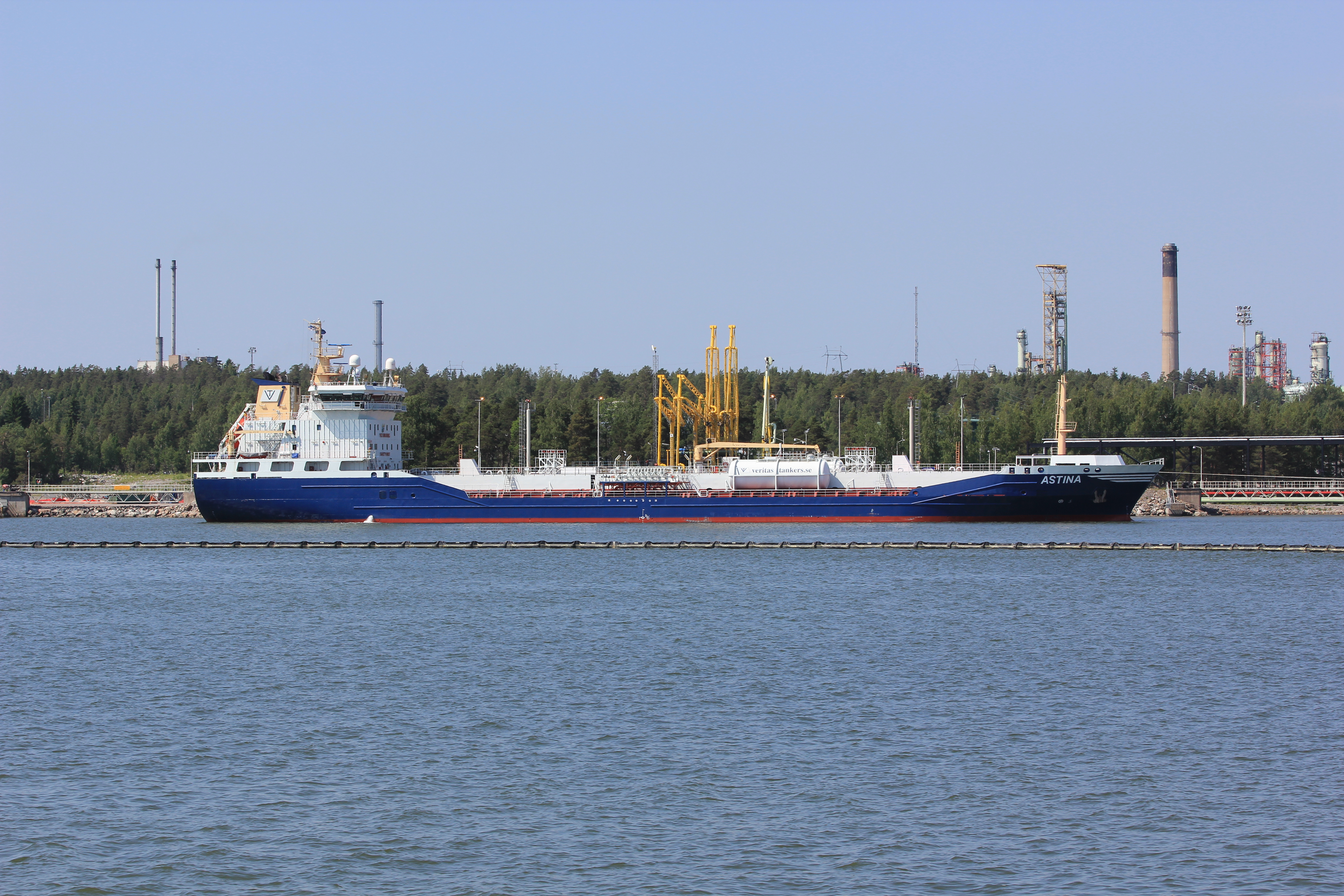
Le tanker Astina au port de Kilpilahti.
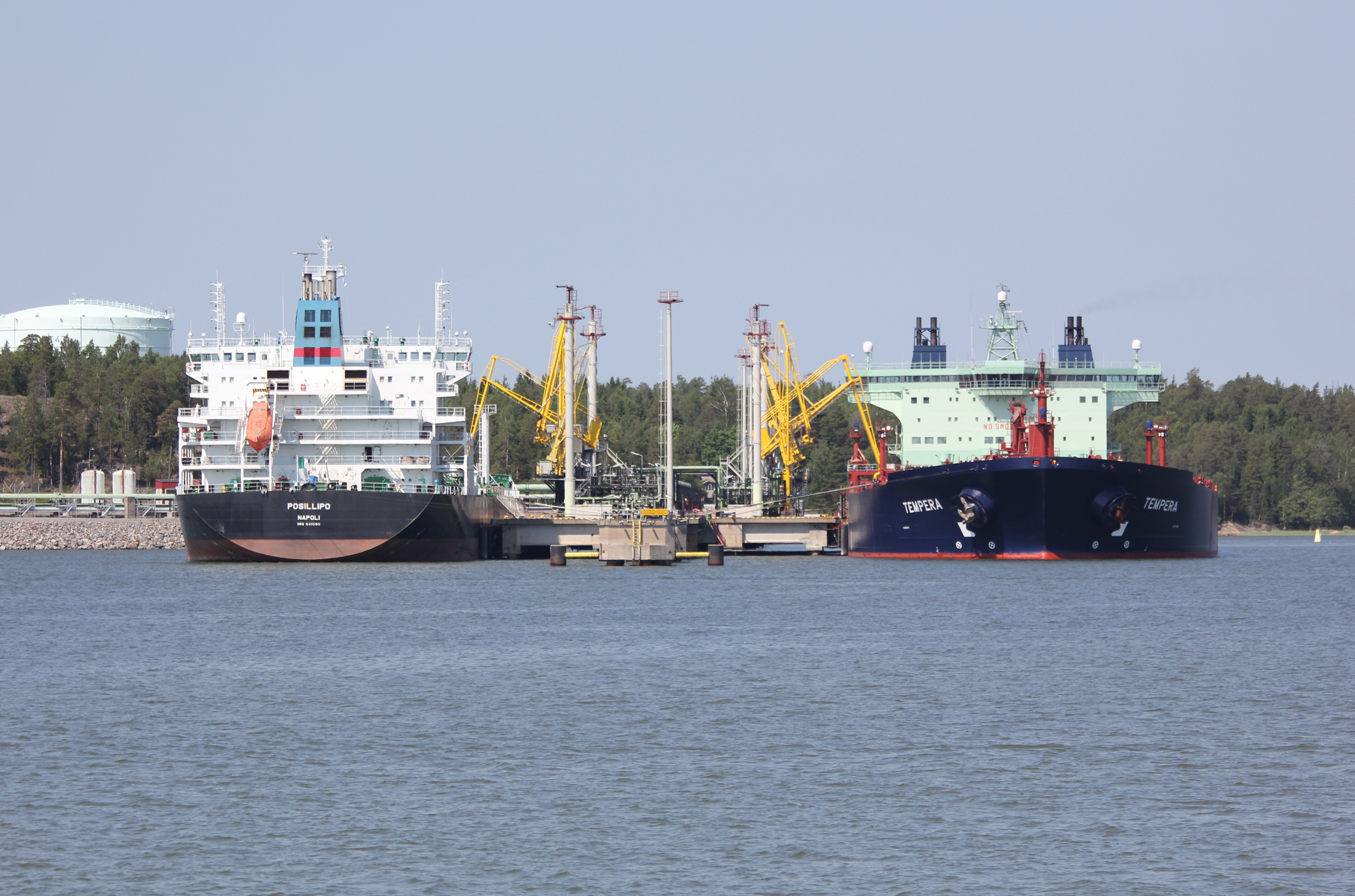
Les tankers Posillipo et Tempera au port de Kilpilahti.